# ريان غالاغير
ريان غالاغير (بالإنجليزية: Rhian Gallagher)‏ (1961 في نيوزيلندا)؛ كاتِبة وشاعرة نيوزيلندية.